# Utricularia gaagudju
Utricularia gaagudju — вид рослин із родини пухирникових (Lentibulariaceae).

## Біоморфологічна характеристика
Це наземна рослина. Нижня губа віночка утворює округлу спідницю світло-пурпурового кольору. Край нижньої губи віночка цілісний. Піднебіння має набір піднятих жовтих гребенів, обрамлених кількома пурпуровими. Шпора квітки вигнута вперед.

## Середовище проживання
Вид росте в Австралії — північ Північної території.
Вид росте в мулистих субстратах на краю струмків.